# 釣橋
釣橋（Drawbridge）是一種可動橋，常用於護城河上的橋，若城外有警可挽起釣橋以斷其路。

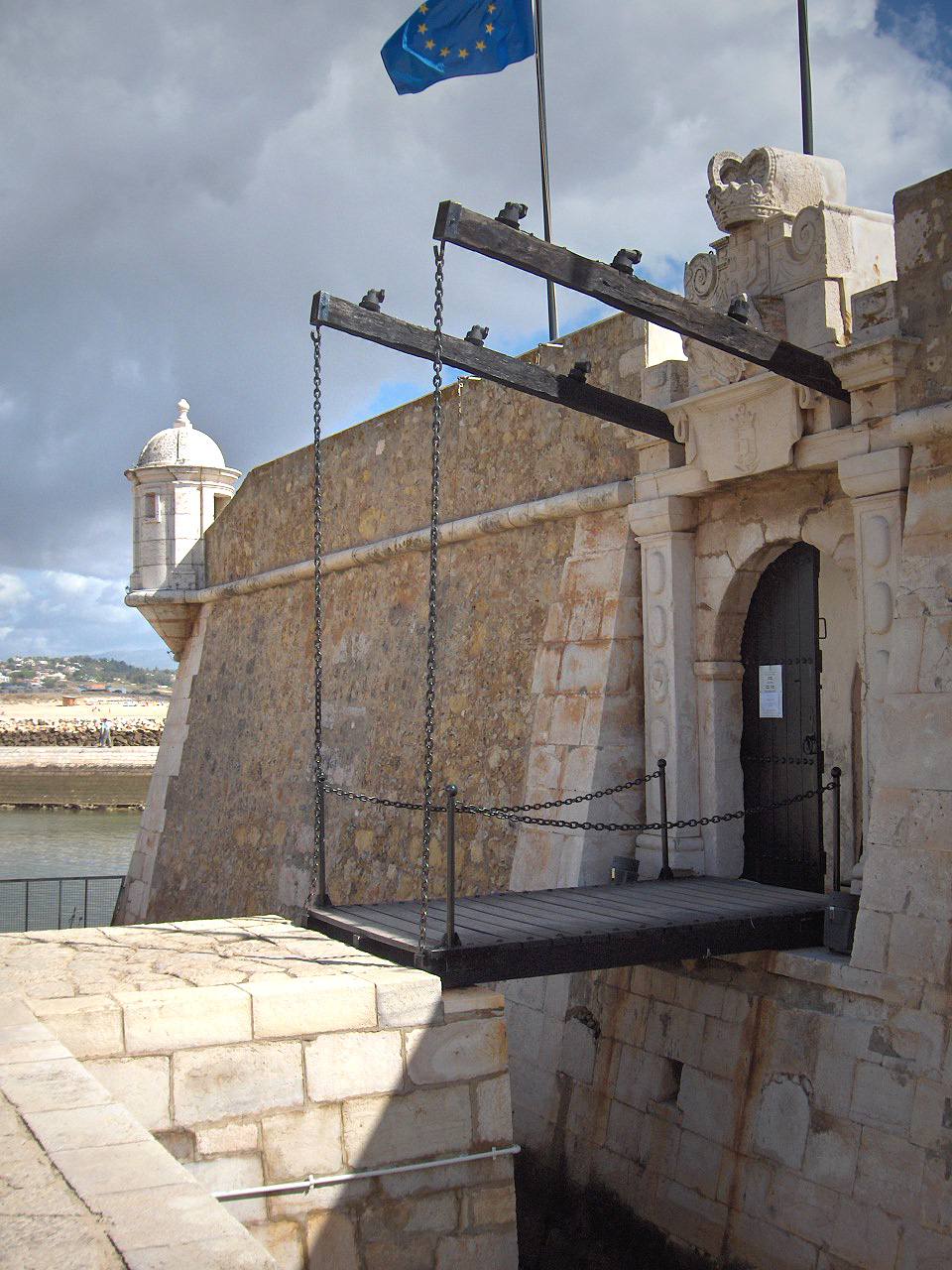
葡萄牙拉古什一座釣橋

中國明代釣橋以檜槐木為橋體，並以鐵環與鐵索混麻繩繫於城樓上。